# Campane a Bologna
L'arte del suono delle campane a Bologna è un sistema di suono sviluppato nei primi anni del XVI secolo e tuttora in uso.

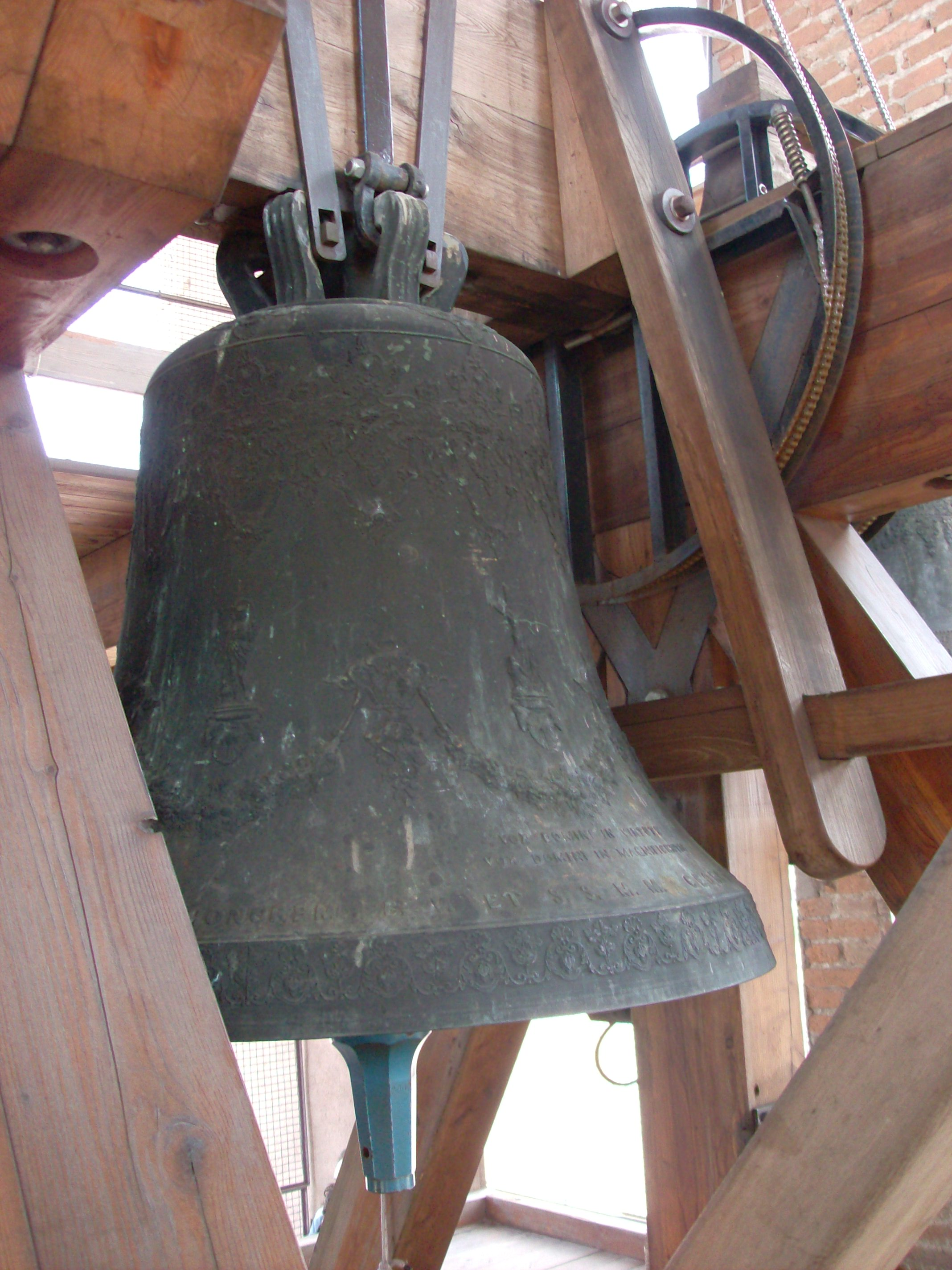
Una campana (la mezzana del concerto in sesta maggiore) del campanile del Duomo di Ferrara

## Storia
Nasce certamente nel campanile della basilica dedicata al santo Petronio, dalla competizione con il campanile di Santa Cecilia a Roma; attraversa tre secoli rifinendo l'architettura dei bronzi, dei castelli e dei campanili; esplode nel diciannovesimo secolo colonizzando le torri del forese petroniano (fino alle zone di Ferrara, Modena, Faenza...) e si perfeziona nel secolo scorso, sia nella caratteristica struttura musicale sia nelle particolarissime tecniche esecutorie.
Bologna vanta infatti, da secoli, una tradizione unica nel suo genere di suono delle campane. L'uso di annunciare e sottolineare eventi sacri o profani con rintocchi di campane è antico e generalmente diffuso fra le culture; a Bologna però, città che non smentisce così la sua plurisecolare inclinazione alla raffinatezza estetica e strutturale, il suonare le campane ha via via modificato sia la semplice e primitiva tecnica esecutoria sia gli intimi aspetti degli equipaggiamenti architettonici delle torri campanarie. 
Si tramanda che nel 1530 i campanari della Basilica di San Petronio, assieme ai maestri della cappella musicale, abbiano codificato questo nuovo sistema di suono spinti dalla presenza simultanea in città dell'imperatore e del papa in occasione della cerimonia di incoronazione di Carlo V.
Già dal XVI secolo, dunque, esistevano a Bologna i primi “doppi” ovverosia concerti di due o tre campane intonate tra loro, equipaggiate e suonate con una tecnica particolare. Infatti la struttura statica e dinamica accessoria alle campane permetteva di suonarle agendo direttamente dalla cella campanaria dove ogni campanaro, a stretto contatto con la campana, tramite un apposito canapo la portava “alla muta”, cioè con il battacchio legato, dalla posizione di riposo alla posizione “in piedi”, con la bocca quindi rivolta verso l'alto, dove veniva bloccata. Liberato quindi il battacchio, manovrando una trave solidale alla campana, una volta sbloccata, si eseguiva il suono “da trave” detto “a doppio” facendole infatti compiere un intero giro in alternanza con le altre. 
Quasi immediatamente si è aggiunta una quarta campana realizzandosi così la configurazione definitiva; le torri campanarie, provviste di opportuni scuri alle finestre, hanno iniziato a ospitare bronzi sempre più proporzionati ed intonati e con il passare dei secoli la tecnica è andata sempre più raffinandosi, mantenendo comunque le peculiari caratteristiche primitive e raggiungendo, forse, lo stato perfetto.

## Caratteristiche

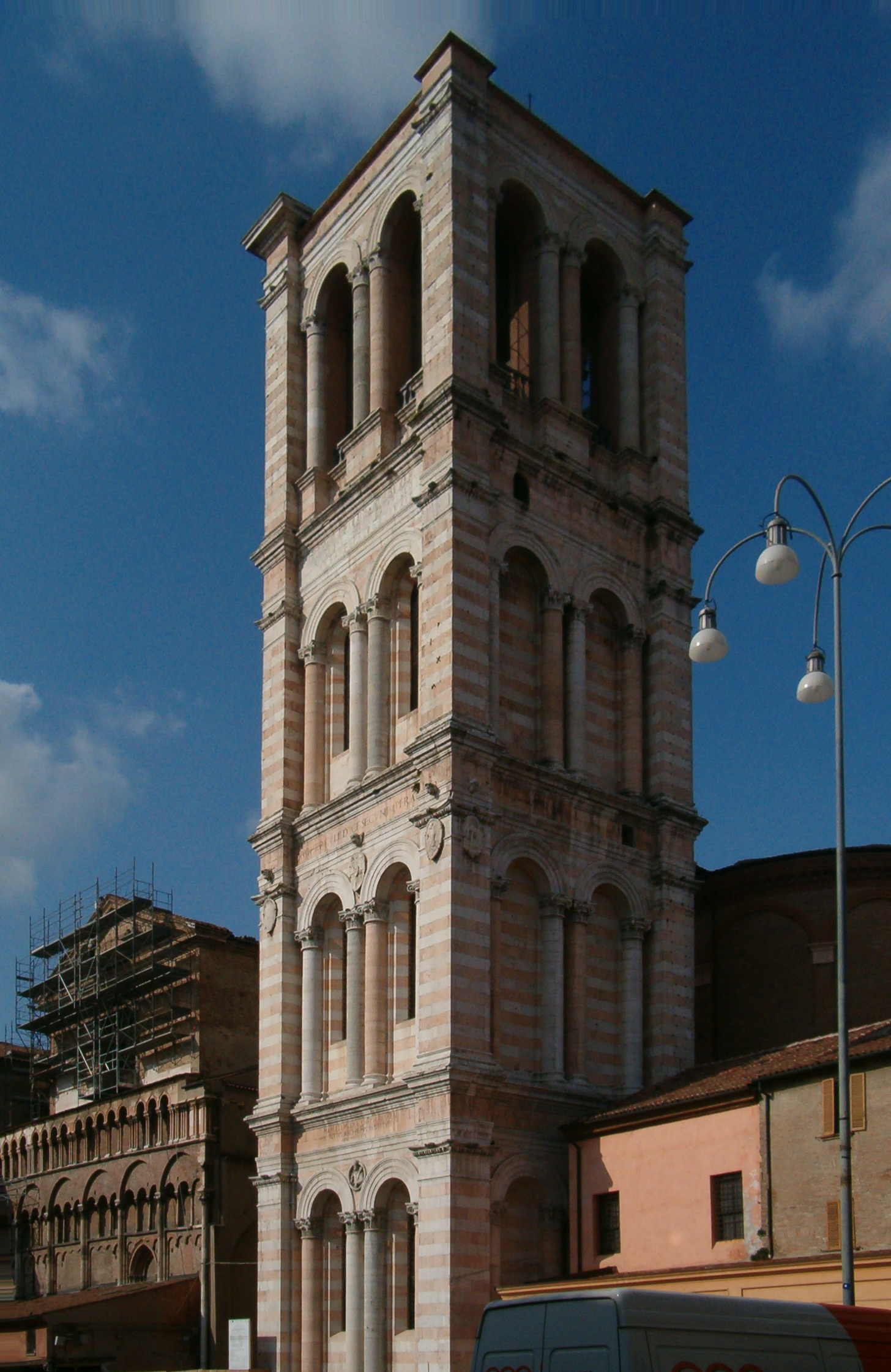
Il campanile della Cattedrale di San Giorgio a Ferrara

Da tempo infatti, l'esecuzione del doppio comprende anche le fasi di “scappata” e “calata”: le campane cioè vengono portate alla posizione in piedi con la tecnica detta “a ciappo” non più alla muta bensì con il battacchio libero a slancio ed alla fine dell'esecuzione del brano così riportate alla posizione di riposo, diffondendo rintocchi con perfetta progressione. Al suono a doppio si affiancò poi l'esecuzione delle “tirabasse” (o tirate basse) dove le campane sono fatte oscillare senza portarle alla posizione in piedi; i campanari, manovrando il battacchio e variando l'ampiezza delle oscillazioni, intrecciano i rintocchi rispettando rigorose successioni metriche; si realizza così una melodia eseguita in pratica da un solo strumento suonato però da più persone che, oltre a doti di resistenza fisica, devono possedere colpo d'occhio e notevole senso musicale.

### L'onda
Nel gergo dialettale bolognese, con onda si intende l'oscillazione più o meno regolare cui sono sottoposte le torri campanarie.
Il sistema Bolognese di suono delle campane prevede l'utilizzo di bronzi relativamente più leggeri di quelli diffusi nel resto del mondo (circa da cinquanta chilogrammi fino a trentatré quintali). Ma l'alta velocità di rotazione e la totale assenza di contrappesi sono comunque in grado di provocare una certa trazione sulla struttura del campanile. L'effetto che ne consegue è un movimento ondulatorio della torre stessa, che va appunto sotto il nome di "onda".
L'onda può essere ridotta con un'esecuzione precisa e ben ritmata, oppure può essere accentuata dagli errori dei campanari. Anche la disposizione delle campane all'interno della cella campanaria è studiata per minimizzare l'onda, attraverso un'ottimale distribuzione del peso complessivo.

Nonostante gli accorgimenti e la buona esecuzione tecnica, l'onda si fa sempre sentire in certi campanili, che rappresentano per molti campanari un vero e proprio banco di prova. Un esempio ci è dato da questo proverbio in dialetto bolognese riguardante il campanile di San Girolamo dell'Arcoveggio a Bologna:
(Autore sconosciuto)

## Nomenclatura delle campane
La tradizione di dare nomi alle campane non è particolarmente sentita in questi territori, se non in pochi casi, come ad esempio:
- "la Nonna": la grossa della Cattedrale di San Pietro a Bologna, è la campana più grande suonabile "alla bolognese" (del peso stimato di 33 quintali è stata fusa nel 1595 da Cesare Vernizzi di Bologna e Johannes Lamprecht di Sciaffusa)
- "il Campanazzo": la campana più grossa di Bologna (non suonabile "alla bolognese"), è montata fissa sulla torre dell'Arengo, sopra al Palazzo del Podestà (fusa nel 1453, il suo peso è stimato attorno ai 47 quintali)
- "la Scolara": la campana mezzanella del concerto della Basilica di San Petronio (opera del 1492 di Jean Garèl, fonditore itinerante proveniente dalla Provenza italianizzato in Giovanni Garelli), così detta perché scandiva l'inizio delle lezioni del vicino Archiginnasio
- "il Giorgione": la campana grossa del Duomo di Ferrara, fusa nel 1607 da Giovanni Battista Censori di Bologna pesa 24,24 quintali.

Molto più rilevante è la nomenclatura usata per definire le campane in base alla loro grandezza:
- Piccola: è la campana più ridotta del concerto, alla quale si associa il suono onomatopeico "din"
- Mezzanella: seconda in ordine di grandezza, è associata al suono "den"
- Mezzana o Mezzanone (com'era chiamata in passato): viene associata al suono "dan"
- Grossa: la campana maggiore in un concerto di quattro bronzi, è associata al suono "don"
- Quarta o Vedova (designazione tipicamente montanara): è la campana che, in scala di peso, si inserisce tra la piccola e la mezzanella nei concerti a cinque bronzi, ed è generalmente associata ad un "den" più basso
- Sesta: è la cui campana più piccola in quei rari concerti in cui sono presenti 6 campane ; è la campana prima della "piccola", in scala di peso ed è associata ad un "din" più alto

Nonostante nella tradizione bolognese i concerti arrivino tradizionalmente a 6 campane, si possono trovare anche concerti di 7 o 8 campane montate "alla bolognese" (come a Serramazzoni, Castelnuovo Rangone e Casola Canina).

## Suonate tipiche
Le suonate classiche quindi sono:
- Doppio a trave e/o a ciappo.
- Scampanio: le campane sono ferme e i battagli vengono legati e suonati per mezzo di funicelle con mani e piedi. Presenta analogie con il sistema di suono diffuso in Liguria.
- Romanone: rotazione della grossa o della mezzana e scampanio delle restanti.
- Romana bolognese: rotazione di grossa e mezzana e scampanio di piccola e mezzanella.
- Squinquino: rotazione della Grossa e scampanio con le restanti campane.

Si noti che lo scampanio e il romanone sono tipici anche della tradizione reggiana, che condivide spesso anche il tipo di montaggio dei bronzi.

## Gare ed esibizioni
Seppur vero che il suonare le campane a doppio ha una indiscussa origine e forte valenza liturgica, il fascino del raggiungere la perfezione esecutoria sprona gli appassionati a riunirsi anche in sessioni di allenamento e per diporto, oltre a onorare i servizi religiosi. Esistono infatti, annualmente, tornei di gare che richiamano numerose squadre di campanari, raggruppati in varie categorie e episodici eventi di accademie a scopo dimostrativo; l'organizzazione, di solito in concomitanza con le parrocchie, è generalmente privilegio dei sodalizi campanari cittadini. A Bologna sono attivi alcuni gruppi; la tecnica a doppio, pur essendo nata e sviluppatasi nel capoluogo emiliano, ha una forte tradizione anche nel forese con propaggini nelle province vicine, fino a coinvolgere parte della Romagna; si configura così una piccola isola geografica dove il suonare le campane non ha eguali altrove. I campanari appartenenti ai vari sodalizi e distribuiti in diverse squadre provvedono ai servizi religiosi e contribuiscono attivamente al controllo ed alla conservazione del patrimonio bronzeo locale; non bisogna dimenticare, appunto, che la natura, le strutture e gli equipaggiamenti di ogni concerto di campane sono di scelti materiali e di rigorose proporzioni strutturali e necessitano di esperte e competenti manutenzioni: nessuno meglio del campanaro, custode della tradizione, conosce più profondamente le antiche e particolari tecniche. Appunto perché è prezioso e insostituibile il contributo che queste persone offrono alla conservazione del patrimonio culturale si vuole ricordare che esistono anche concerti di campane, di diverso peso e qualità, ospitati su autocarri, che grazie alla volontà e all'impegno di alcuni campanari trasportano altrove la tradizione campanaria bolognese, suscitando sempre curiosità, ammirazione ed apprezzamento per questa tecnica negli ascoltatori.